# Blöde Mütze!
Blöde Mütze! ist ein deutscher Film von Johannes Schmid aus dem Jahr 2007. Die gleichnamige Romanvorlage stammt vom Bruder des Regisseurs, Thomas Schmid, und erschien 1999. Der Film erlebte seine Premiere am 10. Februar 2007 auf der Berlinale, wo er außerhalb des regulären Wettbewerbs zu sehen war. Der offizielle deutsche Kinostart war am 24. April 2008.

## Handlung
Der zwölfjährige schüchterne Martin, der als „Markenzeichen“ meistens eine blaue Baseballkappe mit der Aufschrift „Champion“ trägt, zieht mit seinen Eltern in den fiktiven Ort Bellbach. Beim ersten Einkauf verrät er eher unfreiwillig den älteren Oliver beim Versuch, Zigaretten zu stehlen, worauf dieser ihm Rache androht. In der neuen Schule lernt er die nette Silke kennen, in die er sich ein wenig verliebt, die jedoch ausgerechnet mit Oliver befreundet ist, zudem sind sie alle in derselben Klasse. Obwohl Martin von Oliver schikaniert und von Silke nicht in Schutz genommen wird, unternimmt er weitere zaghafte Annäherungsversuche. Auf sein Drängen radelt sie mit ihm zum „Riverpool“, einem aufgegebenen und nun vergammelten Flussbad, wo sie sich üblicherweise mit Oliver trifft. Als Oliver, ihr nachspionierend, dazukommt und gegenüber Silke tätlich wird, geht Martin spontan auf ihn los, sie prügeln sich. Tags darauf treffen sich die beiden Jungen zufällig auf der Schultoilette, sehen ihr Fehlverhalten ein und schließen Waffenstillstand – Martins Angriff scheint Oliver imponiert zu haben. Als Oliver gleich darauf von einem Lehrer beim Rauchen erwischt wird und ihm ein Schulverweis droht, nimmt Martin die Schuld ritterlich auf sich, was eine Art Freundschaft entstehen lässt.
Martin hat seinen Eltern – sein Vater pragmatisch-distanziert, seine Mutter überbehütend – nur wenig von diesen Ereignissen erzählt, zumal diese mehr mit sich selbst beschäftigt sind. Entsprechend schockiert sind sie nun über die schriftliche Verwarnung wegen Rauchens. Was sie über Oliver erfahren, macht ihnen Angst, und sie verbieten Martin jeden weiteren Umgang mit ihm; als sie später eine Zigarettenpackung entdecken, die Martin für Oliver gekauft hat, bekommt er eine Woche Hausarrest. Ihn frustriert vor allem, dass sie zwar von ihm Vertrauen einfordern, aber umgekehrt ihm nicht vertrauen.
Als Junior in der Dreierfreundschaft mit Oliver und Silke bekommt Martin Einblicke in deren familiäre Verhältnisse. Olivers Mutter hat eine außereheliche Beziehung, da sie es mit dem Vater, einem arbeitslosen frustrierten Alkoholiker, nicht mehr aushält. Silke wächst ohne Vater auf, der ihr sehr fehlt. Als er einen Auftritt mit ihrer Cheerleadertruppe, obwohl von ihm versprochen, doch nicht besucht, ist sie am Boden zerstört. Um sie aufzumuntern, gibt Martin ihr ohne große Überlegung einen Kuss. Dass er sie damit über alle Maßen brüskiert, überrascht ihn sehr. Sie ignoriert ihn lange Zeit, selbst als er sich aufrichtig bei ihr entschuldigt und ihr ein Versöhnungsgeschenk überreicht.
Oliver geht es immer schlechter, seit seine Eltern zerstritten sind und er gesehen hat, dass seine Mutter eine Affäre hat. Er stellt seinen Vater zur Rede, was zum Streit eskaliert. Oliver lässt ihn sitzen und versucht zunächst bei Martin für eine Nacht unterzukommen, doch als Martins Eltern ihn in diesem Zustand zum ersten Mal sehen, werfen sie ihn hinaus. Am nächsten Tag ist Oliver verschwunden. Martin überredet Silke, ihren Stolz zu schlucken und gemeinsam nach Oliver zu suchen. Sie finden ihn deprimiert im „Riverpool“ und überreden ihn, die Hilfe seiner Freunde anzunehmen, was ihm schwerfällt. Als sie aus Olivers Wohnung frische Klamotten holen wollen, finden sie Olivers Vater bewusstlos am Boden und alarmieren den Rettungsdienst. Er hatte einen Herzinfarkt, wurde aber rechtzeitig von ihnen gefunden. Martin überredet seine Eltern, Oliver einige Tage bei sich wohnen zu lassen. Endlich erkennen sie, dass ihr Sohn nicht in schlechte Kreise geraten ist, sondern immer nur anderen helfen wollte, und dass sie ihm zutrauen müssen, Entscheidungen über sein Leben selbst zu treffen.
Im Krankenhaus kommt es zur letzten Begegnung von Oliver mit seiner Mutter, die ihn zu sich holen will, doch er kann ihren Geliebten nicht ausstehen und will lieber bei seinem Vater bleiben, der nun Besserung gelobt. Im „Riverpool“ versöhnt sich Silke wieder mit den beiden Jungen.
Der Titel ist der Spottname, den Martin am ersten Tag von Oliver bekommt.

## Kritiken
„Dem Film gelingt etwas Seltenes. Er taucht ganz unspektakulär und dabei sehr intensiv in die Gefühlswelten seiner jungen Leinwandhelden ein. Dabei verzichtet er auf jede Art von Klischees, pseudo-jugendliche Sprache und inszenierte Effekte. Glaubwürdig und ganz ohne zu werten, erzählt er von der Realität der Kinder, ihren Wünschen und Sorgen im Alltag.“

„Der Film ist randvoll mit Problemen wie Liebeskummer, Alkoholismus und Ehekrach, wobei die modellhaften Familiensituationen direkt aus dem Setzkasten kommen. Beim offenen Ende bleibt dann alles in der Schwebe zwischen Kindheit und Erwachsenwerden, das passt allerdings überhaupt nicht zum sozialpädagogischen Rest, der auf Eindeutigkeit setzt. Kino nach Schema F.“

„Mit temporeicher Handlung oder vordergründiger Action will ‚Blöde Mütze!‘ nicht punkten. Gefesselt ist der Zuschauer trotzdem, denn die Achterbahnfahrt der Beziehung zwischen den Hauptfiguren sorgt für eine hohe innere Spannung. Regisseur Johannes Schmid hat den Roman ‚Blöde Mütze!‘ seines Bruders Thomas Schmid liebevoll fürs Kino adaptiert. Er kann sich dabei auf drei ausgezeichnete junge Darsteller – Johann Hillmann, Konrad Baumann und Lea Eisleb – verlassen.“

„Sympathischer, natürlich und unprätentiös erzählter und gespielter Sommerfilm um Freundschaft und erste Liebe, der spielerisch zu einer für Kinder relevanten Substanz vordringt und von Respekt und Verständnis handelt.“

## Auszeichnungen
- Der Film wurde von der Filmbewertungsstelle Wiesbaden mit dem Prädikat „Besonders wertvoll“ ausgezeichnet. In dem dazugehörigen Gutachten heißt es: „Der glaubwürdige und realistische Film hat einen überaus angenehmen Umgang mit seinen Figuren, vermeidet nahe liegende Klischees und billige Effekte, greift in die Realität, wie Kinder sie erleben. Die Geschichte enthält sich jeglicher Schwarzweiß-Malerei und lässt die Kinder zu ihren nicht ganz fehlerfreien Eltern stehen. ‚Blöde Mütze!‘ ist rundum gelungene Kinounterhaltung mit Tiefgang, an der auch Eltern Vergnügen sowie Verständnis für die Gemütslagen ihrer Sprösslinge finden können.[5]“

Zudem erhielt er den Drehbuchpreis „KINDERTIGER 2008“, der jedes Jahr von VISION KINO und KI.KA vergeben wird.
- Die Hauptdarsteller Johann Hillmann, Lea Eisleb und Konrad Baumann wurden für ihre Rollen mit dem bayerischen „Weißen Elefanten“ 2007 ausgezeichnet.
- Johann Hillmann erhielt den EMO 2008 (Kinderfilmtage Essen) für die Rolle des Martin Kreitmaier.